# Poa mongolica
Poa mongolica är en gräsart som först beskrevs av Alfred Barton Rendle, och fick sitt nu gällande namn av Yi Li Keng. Poa mongolica ingår i släktet gröen, och familjen gräs. Inga underarter finns listade i Catalogue of Life.